# Maletsunyane
Maletsunyane Falls je vodopád na stejnojmenné řece (přítoku Oranžské řeky) v Lesothu. Je tvořen jediným stupněm, který je vysoký 192 metrů, a je nejvyšším vodopádem v zemi. Jako první Evropan ho objevil v roce 1881 francouzský misionář François Le Bihan, podle něhož bývá také nazýván Le Bihan Falls. Vodopád je významnou turistickou atrakcí, výpravy k němu vyrážejí na koních z nedalekého města Semonkong (distrikt Maseru). Skála, z níž vodopád padá, je místem, kde se provozuje nejvyšší komerční slaňování na světě.